# Синалоа-де-Лейва
Синало́а-де-Ле́йва (исп. Sinaloa de Leyva) — город в Мексике, в штате Синалоа, административный центр муниципалитета Синалоа. Численность населения, по данным переписи 2010 года, составила 5240 человек.

## Общие сведения
Название Sinaloa с языка народа кахитас можно перевести как: место изобилия питахайи.
Поселение было основано 30 апреля 1583 года.